# Affotobo
Affotobo  ou Afotobo est une localité du centre de la Côte d'Ivoire, et appartenant au département de Béoumi, région Gbêkê. La localité d'Affotobo est un chef-lieu de commune.
Situé à 48 km de Bouaké et 12 km de Béoumi, sur l'axe bitumé Bouaké-Béoumi, Affotobo est un village carrefour. Le village comporte quelques infrastructures socioéconomiques : un dispensaire, une maternité, un centre de formation professionnelle et deux écoles primaires, un marché.
Le village d'Afotobo bénéficie de l'électrification depuis 1975. Et, l'extension en électricité a été une réalité depuis février 2021, à la grande satisfaction de la population. Il est également couvert par le réseau de téléphonie fixe et des réseaux mobiles Orange et MTN. La population d'Afotobo est, toutefois, très attachée à ses valeurs traditionnelles et culturelles. L’adduction d'eau potable est en cours de réalisation.
Le château d'eau est fonctionnel et la population bénéficie désormais 
de l'eau potable.

## Langue
La langue parlée par la population d'Affotobo est le Baoulé Codè.

## Culture
La danse traditionnelle, par excellence, est le Goli.
On y trouve aussi une paroisse catholique, un temple protestant CMA et un temple Évangélique des Assemblées de Dieu.